# Alexander Brown
Kenneth Nikolaisen, kendt under kunsternavnet Alexander Brown, (født 1982 i Taulov-Skærbæk) er en dansk producer og DJ, som har vundet flere priser og bl.a. har samarbejdet med Morten Hampenberg. 
Navnet Alexander Brown har oprindelse i henholdsvis Alexander den Store og Emmett Brown, som er den skøre videnskabsmand i filmene Tilbage til fremtiden. Han er blevet nomineret til Danmarks bedste DJ fire gange.  

## Baggrund
Brown kommer fra Taulov-Skærbæk og blev far som 21-årig.

## Karriere
Alexander Brown startede som DJ i en alder af 15 år. Han blev hurtigt en del af diskoteksmiljøet, blandt andet som frivillig DJ på VLR og senere på et diskotek i Nyborg.
Gennembruddet kom i efteråret i 2009 med "Skub til taget", som blev lavet sammen med Morten Hampenberg og Yepha som sanger. Sangen blev skrevet i Skærbæk.
Den 21. oktober 2013 udgav Alexander Brown sin første EP kaldet #Human, som er den første ud af i alt 4 EP'er som udgives inden sommeren 2014. I 2015 blev han nomineret til Årets danske clubnavn ved Danish Music Awards for "Jack In A Box" feat. Jack Savoretti, men hæderen gik til TooManyLeftHands for "Too Young To Die".

## Diskografi

### EP'er
- #Human (2013)
- #X (2014)

### Singler
| År   | Titel                                         | Højeste placering | Certificering |
| År   | Titel                                         | DAN               | Certificering |
| ---- | --------------------------------------------- | ----------------- | ------------- |
| 2011 | "Lift Off" (feat. Christian Amby)             | 24                |               |
| 2012 | "Tættere på" (feat. Siff)                     | 19                | Platin        |
| 2012 | "1.21 Gigawatts"                              | —                 |               |
| 2012 | "Sidste gang" (feat. Szhirley)                | —                 |               |
| 2012 | "Black"                                       | —                 |               |
| 2013 | "Ingenting" (feat. Jon Century)               | —                 |               |
| 2013 | "Miss You" (feat. Camille Jones)              | —                 |               |
| 2013 | "Mind Distorted" (feat. The Storm)            | —                 |               |
| 2014 | "More more more"                              | —                 |               |
| 2015 | Down (feat. Joe Forrest                       | 9                 |               |
| 2015 | Jack In A Box (feat. Jack Savoretti)          |                   |               |
| 2015 | The Other Side of Love (feat. Jack Savoretti) | —                 |               |